# Louis Pagliaro
Louis Pagliaro (* 5. Mai 1919 in Manhattan; † 8. Juli 2009 in Staten Island) war ein amerikanischer Tischtennisspieler. Er nahm in den 1930er und 1940er Jahren an zwei Weltmeisterschaften teil und gewann dabei zwei Bronze- und eine Silbermedaille.

## Werdegang
Louis Pagliaro war der Sohn eines Bäckers, welcher aus Italien emigriert war. Er hatte noch vier Geschwister.
Louis Pagliaro wurde viermal nationaler amerikanischer Meister, nämlich 1940, 1941, 1942 und 1952. 1938 nahm er erstmals an der Weltmeisterschaft teil. Hier erreichte er im Doppel das Viertelfinale, mit der Mannschaft wurde er Dritter. Bei der WM 1947 gewann er Bronze im Einzel und Silber im Mannschaftswettbewerb. Im Einzel besiegte er Victor Barna, Arne Andersson, Hugo Urchetti, Guy Amouretti und Alex Ehrlich, ehe er gegen den Bulgaren Bohumil Váňa verlor.
1947 belegte er in der ITTF-Weltrangliste Platz acht. 1979 wurde er in die amerikanische Hall of Fame für Tischtennis aufgenommen.
1988 starb seine Ehefrau, mit der er 49 Jahre lang verheiratet war. Mit ihr hatte er drei Töchter und einen Sohn.

## Turnierergebnisse
| Verband | Veranstaltung     | Jahr | Ort     | Land | Einzel     | Doppel        | Mixed        | Team |
| ------- | ----------------- | ---- | ------- | ---- | ---------- | ------------- | ------------ | ---- |
| USA     | Weltmeisterschaft | 1947 | Paris   | FRA  | Halbfinale | letzte 32     | keine Teiln. | 2    |
| USA     | Weltmeisterschaft | 1938 | Wembley | ENG  | letzte 16  | Viertelfinale | keine Teiln. | 3    |